# Aenictus jacobsoni
Aenictus jacobsoni é uma espécie de formiga do gênero Aenictus.